# 瑶山
瑶山，又称大瑶山，是南岭山脉的一部分，位于广东的北部，武江的西岸，为西北东南走向的山脉，地勢險要。
瑶山的西北面与湖南省交界，东南延伸到乳源县南水河，其主峰石坑崆海拔1902米，是广东海拔最高的山峰。中国曾经最长的铁路隧道——大瑶山隧道就是修筑在瑶山的东北面。

## 居民
大瑤山是瑤族的一個主要聚居地，當中瑤族共有5種：茶山瑶、花藍瑶、拗瑶、盤瑶和山子瑤，前三者是早期來的，佔有山場、水田和河流，稱「山主」，經濟情況較好；後二者較晚來到，稱「過山瑤」。